# Princeton, Idaho
Princeton är en så kallad census-designated place i Latah County i Idaho. Vid 2010 års folkräkning hade Princeton 148 invånare.